# 쓰시마 후추번
쓰시마 후추번(일본어: 対馬府中藩)은 이즈하라번(厳原藩), 쓰시마번(対馬藩)이라고도 불리며, 일반적으로는 쓰시마번으로 불릴 때가 많다. 
일본 에도 시대의 300번의 하나로, 쓰시마국(현 나가사키현 쓰시마시) 전역과 히젠국 타시로(현 사가현 도스시 동부 및 기야마정) 및 하마사키(현 사가현 가라쓰시 하마타마정 하마사키)를 다스렸던 번이다.
"후추(府中)"는 당시 이즈하라의 조카마치를 가리키던 말에서 유래한다. 번청은 초기에는 가네이시성 (쓰시마시 이즈하라정 니시사토), 후에는 사지키하라성 (쓰시마시 이즈하라정 사지키하라)이다. 번주는 소씨로, 초대 번주 요시토시 이래로, 관위는 종4위하를 받았고, 관직은 주로 쓰시마노카미, 시종이다.
쓰시마 후추번의 "재향지배"는 근세 일본의 여러 번 가운데서도 특수한 성격을 가졌으며, 병농분리는 그다지 명확하지 못해 많은 지방 규닌(給人)이 있었고, 그 규닌 아래에 메이시(名子), 히칸(被官)이 있어, 많은 점에서 중세적 성격을 유지하였다.

## 막부 말기의 영지
- 쓰시마국 전역
  - 가미아가타군 - 44개 마을
  - 시모아가타군 - 63개 마을 이즈하라마치
- 시모쓰케국
  - 츠가군 중 5개 마을 (닛코현에 편입)
  - 아소군 중 6개 마을 (닛코현에 편입)
- 지쿠젠국
  - 이토군 중 14개 마을
- 부젠국
  - 우사군 중 8개 마을
  - 시모게군 주 21개 마을
- 히젠국
  - 키이군 - 13개 마을
  - 야부군 중 5개 마을
  - 마쓰우라군 중 49개 마을

## 번의 역사

### 성립

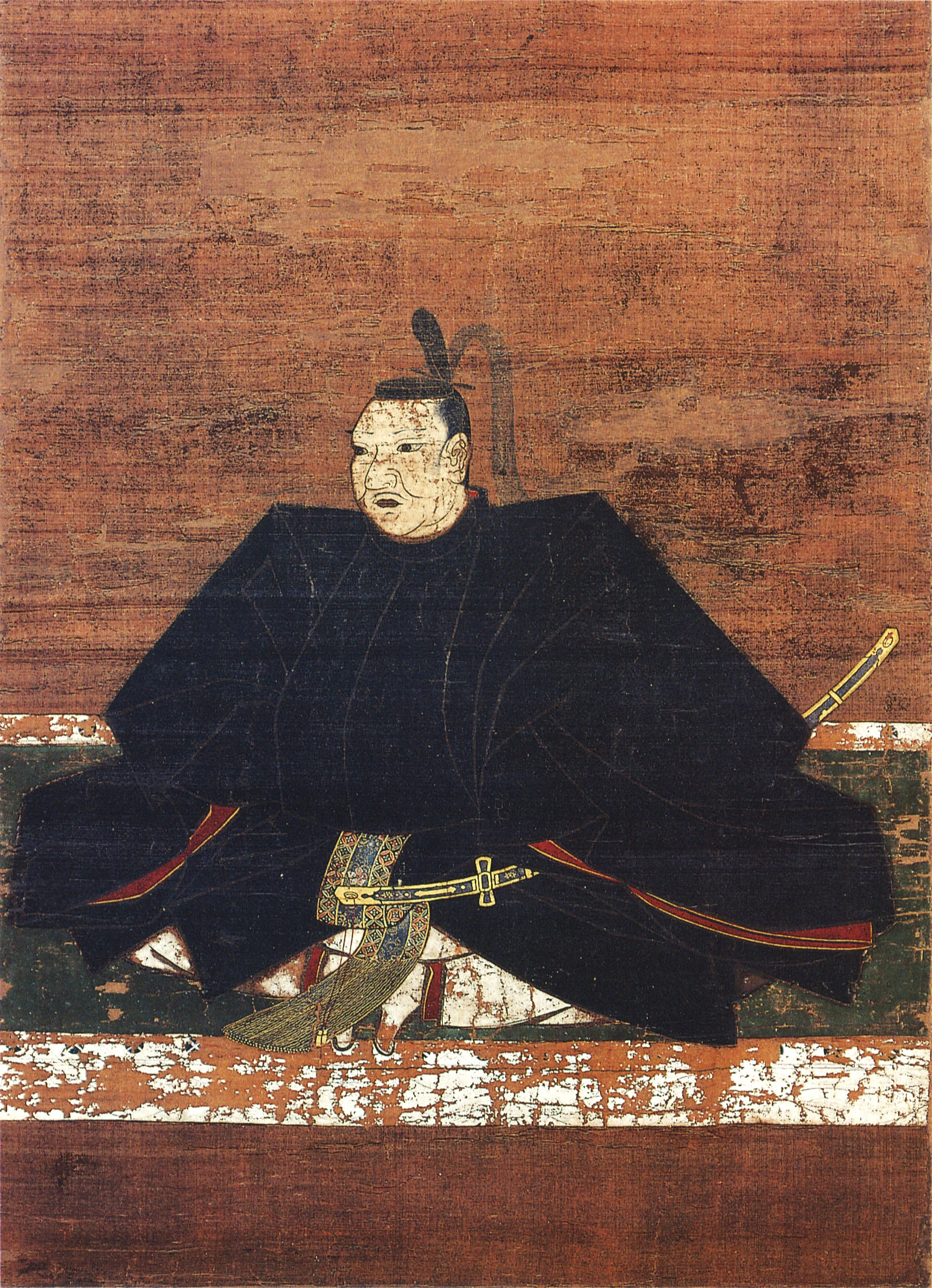
쓰시마 후추번의 초대 번주 소 요시토시.

덴쇼(天正) 15년(1587년) 도요토미 히데요시(豊臣秀吉)의 규슈 정벌 때 쓰시마 소 씨는 사전에 도요토미 정권에 신하로써 따르기를 결정했고 그 결과 본래의 영지를 그대로 유지할 수 있었다. 덴쇼 18년(1590년)에 소 요시토시(宗義智)가 종4위하 시종(侍従)·쓰시마노카미(対馬守)로 임명된 이래 소 씨의 당주들은 대대로 이 관위를 관례적으로 이어받았다.
임진왜란 1년 전인 덴쇼 19년(1591년)에 쓰시마의 중심지인 이즈하라(厳原)에는 고대로부터의 거점인 가네이시 성(金石城)의 대부에 시미즈 산성(清水山城)이, 가미쓰시마(上対馬)의 오우라(大浦)에는 우쓰카타 산성(撃方山城)이 세워져 일본군의 중계지대가 되었다. 쓰시마에서는 소 요시토시가 5,000명을 동원했고 이들은 1번대부터 9번대까지로 편성되어 일본군 안에서도 최선봉으로써 고니시 유키나가(小西行長)의 1번대에 배속되었다. 요시토시는 전투 뿐 아니라 유키나가와 함께 일본측의 외교를 맡으며 강화를 모색하기도 했다고 한다. 30만에 달하는 군대가 쓰시마를 중계지 삼아 바다를 건널 때 쓰시마에는 먹을 양식이 남아있지 않아 주둔하던 병사들이 민가의 닭과 개, 고양이 등을 약탈하는 일도 있었고 이를 엄금하는 금령이 내려지기도 했다.
전쟁이 끝난 뒤인 게이초(慶長) 5년(1600년)에 벌어진 세키가하라 전투(関ヶ原の戦い)에서 요시토시는 장인을 따라 서군에 가담해 후시미성(伏見城) 공격에도 참가했고, 오쓰 성(大津城) 공격이나 세키가하라에서의 분전에서 가신을 파견해 참전했으며, 서군이 패배하고 난 뒤 도쿠가와 이에야스(徳川家康)에게 항복해 도쿠가와 씨의 신하가 되는데, 이에야스는 그를 용서해주는 대가로 조선과의 국교 재개를 명했다고 한다. 게이초 14년(1609년)에 조선과의 화약인 기유약조가 체결되고, 부산진(釜山鎭)의 초량에 왜관(倭館)이 재건되었다. 조선의 왜관은 나가사키(長崎) 데지마(出島)의 25배에 달하는 10만 평의 부지에 500명에서 1,000명에 이르는 쓰시마 번사(藩士) 및 섬 주민이 거주하며 교역을 행했다.
2대 번주 요시나리(義成)의 대인 겐나(元和) 원년(1615년)에 벌어진 오사카 전투에 도쿠가와 측을 도와 참가했다. 그 뒤 요시나리와 쓰시마 번의 가로(家老) 야나가와 시게오키(柳川調興)와의 소송전이 벌어지기도 했으나, 간에이(寛永) 12년(1635년)에 3대 쇼군 이에미쓰(家光)는 요시나리의 손을 들어주었다. 간에이 14년(1637년)부터 이듬해에 걸쳐 벌어진 시마바라의 난에 쓰시마 번은 막부를 도와 난을 진압했다. 사쓰(佐須)의 광산을 재건한 것도 요시나리의 대였다.
쓰시마 후추번도 산킨코다이(参勤交代) 제도에 의해 3년에 한 번 에도(江戸)로 올라가 쇼군을 알현하고 곁에서 섬길 의무가 있었고, 에도에 쓰시마 후추번의 번저(藩邸)를 두어 이즈하라와의 사이를 성대한 행차를 갖추어 오갔다고 한다.

### 조선과의 교역

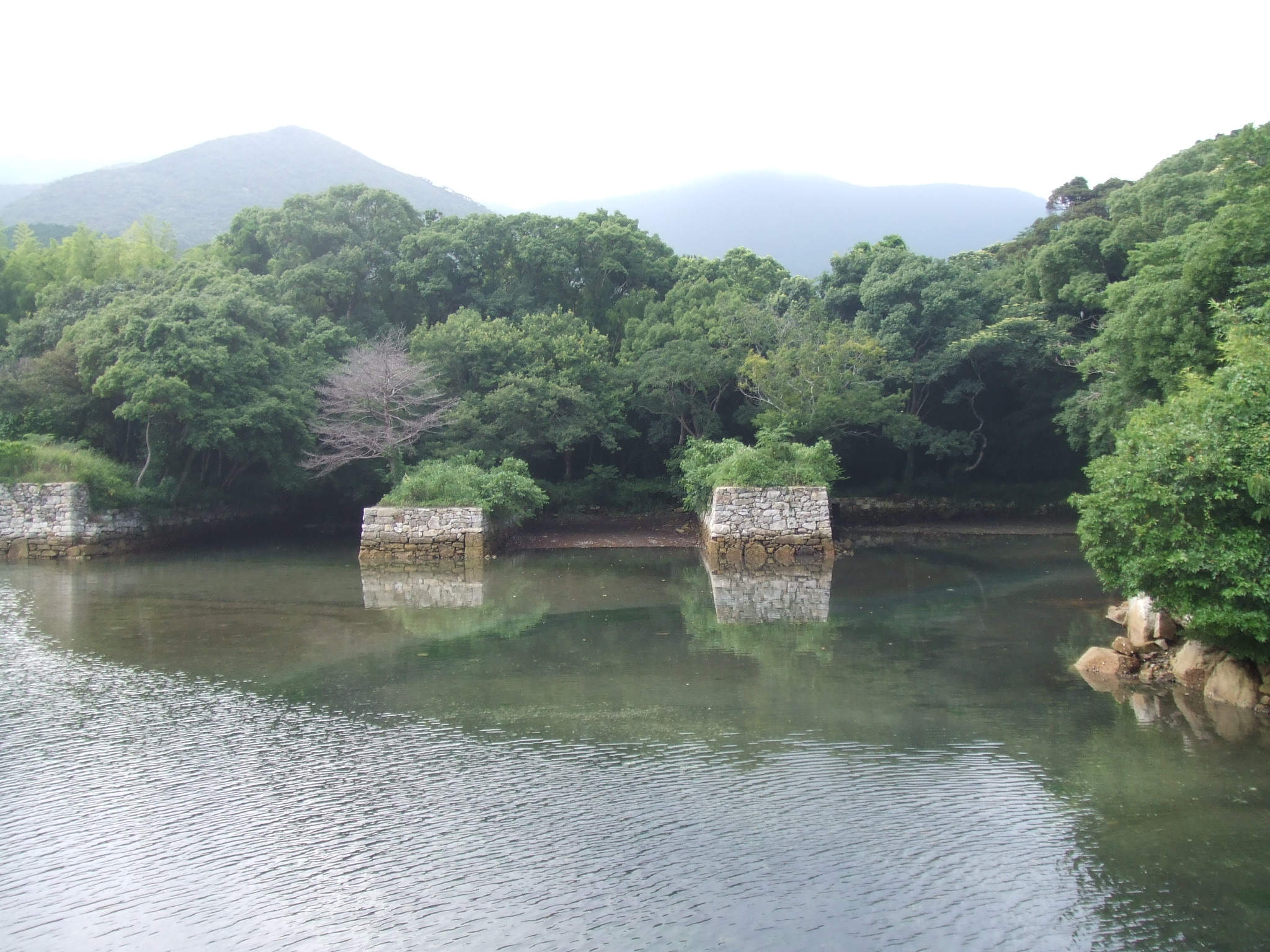
쓰시마 후추번에 의해 1663년에 굴착된 선착장 오후나에(お船江) 유적. 조선으로부터 오는 통신사들의 배들이 이곳에 정박하였다.

에도 막부의 쓰시마에 대한 검지(토지 조사)는 간분(寛文) 원년(1661년)부터 4년(1664년)까지 실시되었는데, 이 무렵에는 4자 8치 되는 겐치자오(検地竿)가 사용되었다. 그리고 고바(木庭)라 불리는 화전을 포함한 농지들도 엄중조사되어 일체의 토지를 일단 수공(국유화)시켜서 농민들에게 균분했다고 한다. 그리고 1년 주기로 전답의 수익자를 교체하는 균전할체(均田割替)가 쓰시마에서 시행되었다.
쇄국정책을 실시했던 막부 체제 아래서 쓰시마는 조선통신사(朝鮮通信使)를 접대하는 등 조일교류의 중개 역할을 맡았다. 조선은 부산에 설치된 초량왜관에서 제한적으로나마 쓰시마의 대조선 무역을 허가했다. 야나가와 사건 이후 체제가 재정비되어 후추 번의 이테이안(以酊庵)이라는 암자에 교토 5산의 선승(禅僧)들이 번갈아 거처하며 외교문서를 관장하는 제도가 확립되는 등 막부의 통제도 강화되었다. 간분 3년(1663년)에는 쓰시마 번에서 다섯 기의 선착장을 지었는데, 이는 오늘날 「오후나에(お船江) 터」라는 이름으로 당시의 구조 그대로 보존되고 있다.
쓰시마 후추번은 당초에는 히젠국(肥前国) 국내의 1만 석을 합친 2만 석격이었으나, 막부는 조선과의 중요한 외교창구로써 쓰시마를 중시했고 초대 번주 요시토시 이래 쓰시마 후추번은 국주 10만 석으로써 대우되었다. 그러나 산지가 많고 평야가 적은 쓰시마에서는 경작이 어려워 쌀 4,500석에 보리 15,000석 정도가 산출되었고 히젠 국의 비령(飛領)을 제외하고 실질적으로는 봉록이 없는 거나 마찬가지였고 번의 주요 수입은 조선과의 교역을 통해 얻을 수 있었다. 쓰시마의 경작 면적에서 가장 큰 비중을 차지한 것은 고바(木庭)라 불리는 화전이었고, 검지에서는 고바도 백성의 소유로 간주되었다. 또한 고쿠다카(石高) 대신 「겐다카(間高)」라는 특별 생산단위가 채용되었다. 농업생활이 궁핍한 쓰시마에서는 후술할 멧돼지 사냥 외에도 감저(고구마) 재배나 농지 개간 등의 농업정책이 적극적으로 실시되었다.
17세기 후반에는 조선과의 교역과 은 광산의 융성으로 후추 번은 크게 번영을 누렸고 아메노모리 호슈(雨森芳洲)나 스야마 돈오(陶山鈍翁, 스야마 도쓰안訥庵), 마쓰우라 카쇼(松浦霞沼) 등의 인재도 배출되었다. 이 무렵 쓰시마 후추번의 번영상은 소 씨의 보리사(菩提寺)였던 반쇼인(万松院)이나 가이진 신사(海神神社), 와타즈미 신사(和多津美神社)의 장려함으로 오늘날까지 전해지고 있다. 조쿄(貞享) 2년(1685년)에는 3대 번주 소 요시자네(宗義真)가 후추에 「소학교」라는 이름의 학교를 세워 가신의 자제를 교육시켰다. 이것이 일본에서 「소학교」의 이름이 등장한 최초의 사례로 지적된다. 기노시타 순안(木下順庵)의 제자였던 아메노모리 호슈를 쓰시마에 불러들인 것도 소 요시나오였다.
18세기 초에는 5대 번주 요시카타(義方)의 군부교(郡奉行)였던 스야마 돈오의 노력으로 10년 가까운 세월에 걸쳐 이지카오이쓰메(猪鹿追詰)라 불리는 대대적인 멧돼지, 사슴 사냥이 이루어졌고, 호에이(宝永) 6년(1709년)에 이르러 쓰시마의 화전 경작에 해를 끼치던 멧돼지는 쓰시마에서 멸종되었다. 당시 5대 쇼군 쓰나요시(綱吉)가 제정했던 겐로쿠 살생금지령이 시행되던 와중이었는데 스야마 돈오는 죽음을 각오하고 멧돼지 사냥을 단행했고, 쓰시마 주민들은 그를 「성인」(聖人)이라 칭송하였다고 한다.
한편 안에이(安永) 7년(1778년)에 가독 상속을 허락받은 11대 번주 요시카쓰(義功, 이사자부로猪三郎 요시카쓰)와 덴메이(天明) 5년(1785년)의 12대 번주 요시카쓰(義功, 후슈富寿 요시카쓰)는 동명이인인데, 이는 11대 번주 이사자부로 요시카쓰가 쇼군을 알현하러 가기 전에 급서하는 바람에 동생이 대신 번을 이어받게 되었기 때문이다.

### 전봉 시도와 러시아 군함의 점거

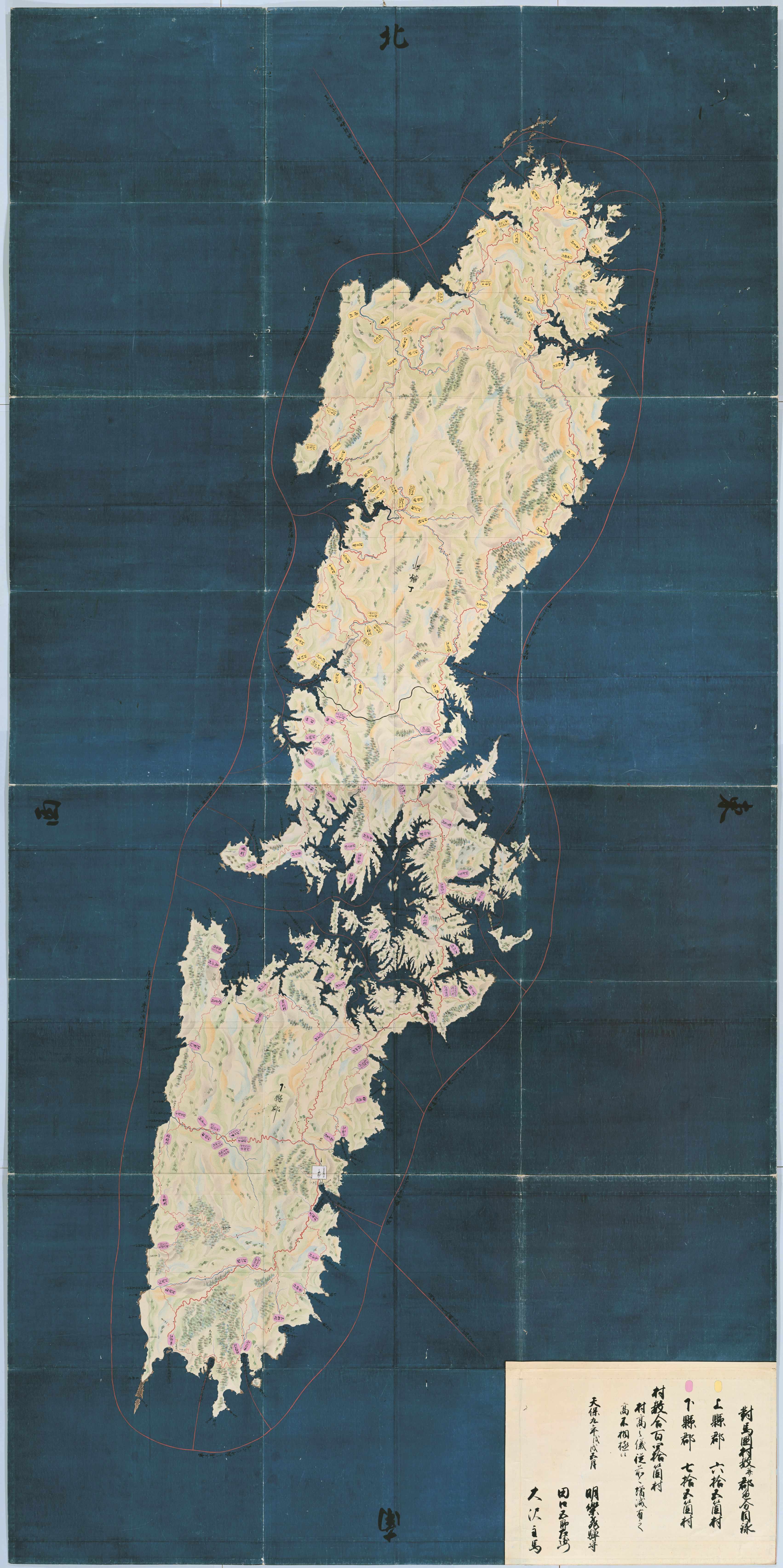
1838년에 에도 막부에 의해 작성된 덴포 국회도(天保国絵図)에 그려진 쓰시마.

에도 말기에 이르면 목면이나 조선인삼의 일본화가 실현되고 조선과의 교역 비중도 줄어들어 쓰시마 도민들의 생활은 곤궁해졌다. 극도의 재정곤란읕 겪게 된 쓰시마 번은 막부에 호소해 조선통신사 접대 비용이나 무역 부진에 대한 지원금 대출을 요청했다. 나아가 동아시아 바다에 이양선(구로후네)이라 불리는 유럽 선박들이 출몰하기 시작한다. 쓰시마 방호의 필요성을 절감한 막부는 안세이(安政) 5년(1858년) 쓰시마가 담당해오던 조선 무역을 막부 직할로 돌리고 소 씨를 가와치국(河内国) 10만 석(20만 석이라는 설도 있다)으로 전봉시킬 계획을 세웠고, 가신 가운데서도 이를 찬성하는 사람들이 많았다. 그러나 소 씨는 중세 이래 쓰시마의 영주를 맡아왔고 가신 대부분이 이 땅에 뿌리를 내리고 살아왔음을 들어 막부에 호소했고, 이로써 소 씨에 대한 전봉 계획은 실행되지 않았다.
만엔(万延) 2년(1861년)에 제정 러시아 군함 포사드니크 호가 아소 만(浅茅湾)에 정박하고, 이에 맞서 영국 군함도 측량 명목으로 똑같이 후쿠자키(吹崎)에 정박해 해당 지역을 일시 점거하는 사건이 발생했다. 포사드니크 호는 이모자키(芋崎)를 점거하고 막사와 공장, 연병장 등을 건설해 반년간 이곳에 머무르며 제15대 번주 소 요시요리(宗義和)에게 토지 대여를 요청했다. 5월에는 막부의 외국봉행(外国奉行) 오구리 다다마사(小栗忠順)가 쓰시마로 파견되었고 7월에 영국 공사 월콕의 간섭에 따라 포사드니크 호는 쓰시마에서 물러나야 했다. 일본 역사에서는 이를 「쓰시마 사건」 또는 「포사드니크 호 사건」으로 불리고 있다. 이모자키에는 현재 러시아인이 팠던 우물이 남아 있다.

### 폐번치현과 후추 번의 종언
1869년(메이지 2년), 번주 소 요시아키라(宗義達)가 판적(版籍)을 봉환함으로써 신번제(新藩制)에 따라 이즈하라 번(厳原藩)으로 개칭되었고 이즈하라 번의 지사(知事)가 되었다. 이와 함께 「쓰시마 후추」라는 지명도 「이즈하라」로 바뀐다.
1871년(메이지 4년) 7월에 폐번치현(廃藩置県)으로 이즈하라 번은 이즈하라 현(厳原県)이 되었다가, 9월에 이마리 현(伊万里県)에 편입되었다. 1872년(메이지 5년) 이마리 현이 사가현(佐賀県)으로 개칭되었고 이어 1876년(메이지 9년) 4월에 미즈마 현(三潴県)에 합병되면서 8월에는 나가사키현(長崎県)의 관할에 놓이게 되었다.
소 씨 집안의 당주 요시아키라는 1884년(메이지 17년), 메이지 신정부로부터 백작(伯爵) 작위를 수여받았다. 기존의 작위 수여 기준에 따르면 소 씨의 고쿠다카는 자작(子爵)에 해당했지만, 쓰시마 소 씨 집안이 과거 조선과의 외교를 담당했었다는 점을 감안한 것이었다.

## 번의 직제(職制)
쓰시마 번의 번청은 당초 가네이시 성(金石城)에 있었고, 훗날 사지키하라 성(桟原城)에 있었다. 번주는 소 씨(宗氏)로써 초대 번주가 된 요시토시 이래로 위계는 종4위하가 주어졌고, 관직은 주로 쓰시마노카미 ・ 시종을 칭했다.
쓰시마의 행정구역은 번주가 거주하는 성 아래의 후추(府中, 이즈하라) 안에 도요사키(豊崎), 사고(佐護), 이나(伊奈), 미네(三根), 요라(仁位), 니이(与良), 사쓰(佐須), 쓰쓰(豆酘)의 8개 사토(郷)로 나뉘어 사토마다 봉역(奉役)이 있었고, 그 아래에 무라(村)를 거느렸으며 무라마다 토착 규닌(給人) 출신의 가신 가운데서 게치야쿠(下知役)를 임명했다. 또한 무라마다 각 사토의 아시가루(足軽)로부터 발탁된 기모이리(肝煎), 겟판(血判) 등의 무라야쿠닌(村役人)도 있었다.
조선과의 관계에서는 번주의 교체 또는 번주의 에도 산킨을 마치고 귀국했을 시 쓰시마측에서 참판사(參判使)라는 사신을 보내 이를 알리고 사신을 청했는데, 쓰시마측 사신단의 정사(正使)를 참판사, 부사(副使)를 도선주(都船主)라고 부르고 여기에 봉진(奉進)이라는 지위를 더해 조선측의 정사 · 부사 · 종사관과 같은 삼사(三使) 체계를 갖추었다. 쓰시마 측의 참판사에 대응해 조선측에서 쓰시마로 보내는 사신은 역관사(譯官使)라고 하여, 임무는 쓰시마 번주의 안부를 묻는 일 외에도 조선과 쓰시마 사이의 외교문제 교섭을 맡아, 왜학역관을 각각 정사, 부사로 하여 쓰시마 후추번까지 왔다. 조선측 역관사를 맞이하고 겸해 대조선 무역 업무의 최고책임을 맡은 자는 사이반(裁判)이라 불렀으며, 조선 왜관의 관수(館守)와는 달리 왜관에 상주하지 않고 쓰시마와 조선을 오가며 외교문제의 절충 및 조정을 맡았다. 사이반의 주요 임무는 1) 통신사 및 역관사의 맞이 2) 공작미(公作米) 교섭으로, 1년(또는 2년)을 임기로 교체되었으며, 교체시에는 왜관 관수 뿐 아니라 쓰시마 도주의 서계(書契)도 함께 조선의 예조(禮曹)로 보내게 되어 있었다.
쓰시마 후추번의 현지 지배는 근세 일본의 여러 번 가운데서도 특수한 성격을 지니고 있었고, 병농분리는 다소 명확하지 않으나 많은 지방 큐닌(給人)이 있었고 큐닌 아래에 묘지(名子) ・ 히칸(被官)이 있어서 많은 부분에서 중세적 성격이 온존해 있었다.

## 주요 연표
- 게이초(慶長) 5년(1600년) - 세키가하라 전투(関ヶ原の戦い)에서 서군(西軍)으로써 참전, 전투 뒤 도쿠가와 이에야스(徳川家康)로부터 사면되어 영지에 대한 안도(安堵, 인정)이 행해졌다. 이 해에 소 요시토시는 임진왜란 이후 처음으로 조선에 사신을 보냈지만 귀국하지 못했다.
- 게이초 8년(1603년) - 조선 정부의 요청에 따라 임진왜란 때의 피로인 수백 명을 조선으로 반환하였다.
- 게이초 9년(1604년) - 조선 사절이 쓰시마에 와서, 소 요시토시가 이들을 데리고 교토로 가다.
- 게이초 10년(1605년) - 이에야스가 후시미성(伏見城)에서 조선의 사신들을 만나보다.
- 게이초 11년(1606년) - 쓰시마에서 세이이타이쇼군(征夷大将軍) 및 조선 선조의 국서를 위조하다(야나가와 잇켄).
- 게이초 12년(1607년) - 조선의 회답 겸 쇄환사(임진왜란 이후 최초의 통신사)가 쓰시마에 와서, 에도로 가서 히데타다(秀忠)를 만나다.
- 게이초 14년(1609년) - 기유약조(己酉約条)/게이초 조약(慶長条約)이 체결되어 조선과의 국교가 회복되고, 부산 두모포(豆毛浦)에 왜관(倭館)이 개설되다(단 일본측이 왜관 바깥으로 나가는 것은 금지).
- 겐나(元和) 원년(1615년) - 소 요시토시 사망, 소 요시나리(宗義成)가 가독을 잇다. 오사카 여름의 진(大坂夏の陣)에 참전.
- 겐나 3년(1617년) 조선의 회답 겸 쇄환사(제2차 통신사)가 쓰시마로 오다.
- 간에이(寛永) 원년(1624년) - 조선의 회답 겸 쇄환사(제3차 조선통신사)가 쓰시마로 오다.
- 간에이 12년(1635년) - 야나가와 잇켄 발각됨. 쇼군 이에미쓰(家光)의 재정에 따라 가로(家老) ・ 야나가와 시게오키(柳川調興)는 히로사키 번(弘前藩)으로, 외교승(外交僧) 겐보(玄方)는 모리오카 번(盛岡藩)으로 유배되고 번주 소 요시나리는 처벌을 면함.
- 간에이 13년(1636년) - 조선통신사(제4차 통신사)쓰시마에 오다.
- 간에이 16년(1639년) - 막부의 명령으로 부산의 왜관 내에 쓰시마 번영(藩営)의 부산요(釜山窯)가 열려 상납품으로 바칠 도자기가 제조되었다.
- 간에이 20년(1643년) - 제5회 조선통신사(462명)가 일본에 와서, 소 요시나리가 에도까지 안내하다.
- 조호(正保) 4년(1647년) - 소 가문의 보리사(菩提寺)인 반쇼인(万松院)이 가네이시 산(金石山) 산기슭으로 이전되다.
- 게이안(慶安) 3년(1650년) - 이즈하라(厳原)에 은광 사가 긴잔(佐須銀山)이 열리다.
- 메이레키(明暦) 원년(1655년) - 제6차 조선통신사(488명)가 일본에 와서, 소 요시나리가 에도까지 안내하다.
- 만지(万治) 2년(1659년) - 치수 정책으로 아스가와(阿須川)의 개삭과 하천의 물 흐름을 바꾸는 작업이 행해지다.
- 만지 3년(1660년) - 후추(府中) 성 아래 조카마치(城下町) 나누기가 시작되다.
- 간분(寛文) 원년(1661년) - 쓰시마 섬 안의 검지(検地, 토지조사)가 시작되다.
- 간분 3년(1663년) - 「오후나에」(お船江) 개통.
- 간분 9년(1669년) - 후추 이즈하라의 가네이시 관(金石館)에 누문(櫓門)을 지어 가네이시 성(金石城)이라고 이름붙이다.
- 간분 11년(1671년) - 야라이(방파제)가 세워지다.
- 간분 12년(1672년) - 오후나고시(大船越) 굴착이 완공되다.
- 엔포(延宝) 6년(1678년) - 부산에서 10만 평의 새로운 왜관이 완성되다(초량왜관). 사지키하라 성(桟原城)이 완성되다.
- 덴나(天和) 2년(1682년) - 제7회 조선통신사(475名)가 일본에 와서, 소 요시자네(宗義真)가 에도까지 안내하다.
- 조교(貞享) 2년(1685년) - 사지키하라 남쪽에 자제 교육을 위한 학교 「소학교」(小学校)가 세워지다.
- 겐로쿠(元禄) 2년(1689년) - 아메노모리 호슈(雨森芳洲)가 쓰시마 번의 유학자로써 초빙되다.
- 겐로쿠 13년(1700년)- 「겐로쿠 국가지도」(元禄国絵図) 「쓰시마 국도」(対馬国図)가 완성되다. 이 해에 지진이 발생하고, 담이 무너져서 묘지석이 쓰러지다. 또한 이 해에 스야마 돈오(陶山鈍翁)의 건의에 따라 멧돼지 사냥이 시작되다(「猪鹿追詰」).
- 겐로쿠 16년(1703년)- 와니우라(鰐浦)에서 조선의 역관들이 타고 오던 사선이 조난되어 쓰시마 사람 4명을 포함한 112명 전원이 사망하다.
- 호에이(宝永) 6년(1709년)- 쓰시마의 멧돼지가 절멸되다.
- 쇼토쿠(正徳) 원년(1711년)- 제8회 조선통신사(500명)가 일본에 와서, 소 요시카타(宗義方)가 에도까지 안내하다. 또한 이 해에 조선과 신유약조(辛卯約条)가 체결되다.
- 쇼토쿠 5년(1715년) - 사쓰마이모(薩摩芋, 孝行芋)라 불리는 고구마 종자를 쓰시마에 도입(하라다 사부로우에몬原田三郎右衛門이 사쓰마 국에 잠입해 고구마를 가지고 돌아와 재배했다고 한다)
- 교호(享保) 2년(1717년) - 구시타(久田)에서 도자기 제조가 시작되다.
- 교호 3년(1718년) - 부산요가 폐쇄되다.
- 교호 4년(1719년) - 제9회 조선통신사(475명)가 일본에 와서, 소 요시노부(宗義誠)가 에도까지 안내하다.
- 교호 17년(1732년) - 후추 대화재.
- 교호 18년(1733년) - 후추에서 다시 한 번 대화재가 일어나다.
- 간엔(寛延) 원년(1748년) - 제10회 조선통신사(475명)가 일본에 와서, 소 요시유키(宗義如)가 에도까지 안내하다.
- 호레키(宝暦) 5년(1755년) - 대조선교역 부진.
- 호레키 11년(1761년) - 쓰시마 후추번의 분령(分領)인 히젠(肥前)의 다시로(田代)에서 이루어지는 약재 매매를 마치(町)측의 거주자로 한정하다.
- 메이와(明和) 원년(1764년) - 제11회 조선통신사(572명)가 일본에 와서, 소 요시아리(宗義蕃)가 에도까지 안내하다.
- 안에이(安永)5년(1776년) - 막부로부터 해마다 1만 2천 냥의 보조금 급부를 받다.
- 안에이 7년(1778년)- 소 이사부로(宗猪三郎)가 번주가 되다.
- 안에이 9년(1780년)- 막부로부터 차입금이 15만 2천 냥에 달해, 이에 대한 변제 유예를 요청하다.
- 덴메이(天明) 5년(1785년)- 소 이사부로가 쇼군을 찾아뵙기 전에 사망하는 바람에 그 죽음을 비밀로 부치고 그 동생인 소 후슈(宗富寿)가 바꿔치기로 번주로 서다.
- 덴메이 8년(1788년) - 다시로에서의 약재 매매를 등록제로 바꾸고, 운상(運上)을 납부하도록 하다.
- 간세이(寛政) 5년(1793년) - 막부의 명령으로 원견번소(遠見番所)를 두어 방비 체제를 강화하다.
- 간세이 9년(1797년)- 이국 배의 출물로 초량왜관에도 병사를 배치하게 하다.
- 분카 8년(1811년)- 마지막 조선통신사(336명)가 쓰시마에 오다.
- 분카(文化) 10년(1813년)- 이노 다다타카(伊能忠敬)의 측량대가 쓰시마에 오다.
- 고카(弘化) 원년(1844년) - 이마야시키(今屋敷)에 방화벽을 세우다.
- 고카 4년(1847년)- 이국 배의 출몰.
- 안세이(安政) 4년(1857년)- 영국 군함이 아소 만(浅茅湾)의 오자키우라(尾崎浦)에 와서 만 내를 측량하다.
- 안세이 5년(1858년)- 쓰시마 후추번의 전봉을 몰래 계획하였으나 계획이 발각되어 실패하다.
- 분큐 원년(1861년)- 러시아 군함이 아소 만의 오자키우라에 정박해 이모자키(芋崎)를 점령하고 조차를 요구하였으나 후에 퇴거하였다.
- 분큐 2년(1862년)- 조슈 번(長州藩)과 다이초 동맹(対長同盟)을 체결하다.
- 분큐(文久) 3년(1863년)- 양이(攘夷)를 명하는 칙허가 내려지다.
- 겐지(元治) 원년(1864년)- 가쓰이 고하치로(勝井五八郎)가 존양파(尊攘派)의 가사(家士) 백여 명을 죽이다(가쓰이 소동).
- 게이오(慶応) 원년(1865년)- 가쓰이 고하치로 주살되다.
- 1868년(메이지 원년) - 소 요시타쓰(宗義達)가 번의 병사를 거느리고 동쪽으로 올라가다.
- 1869년(메이지 2년) - 판적봉환(版籍奉還)으로 후추의 이름이 이즈하라로 바뀌었다.
- 1871년(메이지 4년) - 폐번치현(廃藩置県).

## 역대 번주(藩主)
역대 번주는 에도 막부 때만을 가리킨다.
| 대수 | 번주                 | 초상화 | 재임 기간       | 비고                                                                                            |
| ---- | -------------------- | ------ | --------------- | ----------------------------------------------------------------------------------------------- |
| 1    | 소 요시토시 宗義智   |        | 1588년 ~ 1615년 | 1588년부터 번주였으나 도쿠가와 때부터만 본다면 1603년부터 번주. 쓰시마국주로서는 제19대에 해당. |
| 2    | 소 요시나리 宗義成   |        | 1615년 ~ 1657년 |                                                                                                 |
| 3    | 소 요시자네 宗義真   |        | 1657년 ~ 1692년 |                                                                                                 |
| 4    | 소 요시쓰구 宗義倫   |        | 1692년 ~ 1694년 |                                                                                                 |
| 5    | 소 요시미치 宗義方   |        | 1694년 ~ 1718년 |                                                                                                 |
| 6    | 소 요시노부 宗義誠   |        | 1718년 ~ 1730년 |                                                                                                 |
| 7    | 소 미치히로 宗方熙   |        | 1730년 ~ 1732년 |                                                                                                 |
| 8    | 소 요시유키 宗義如   |        | 1732년 ~ 1752년 |                                                                                                 |
| 9    | 소 요시시게 宗義蕃   |        | 1752년 ~ 1762년 | 요시시게는 요시아리로도 읽는다.                                                                 |
| 10   | 소 요시나가 宗義帳   |        | 1762년 ~ 1778년 |                                                                                                 |
| 11   | 소 요시카쓰 宗義功   |        | 1778년 ~ 1785년 | 아명은 이사자부로(猪三郎)                                                                       |
| 12   | 소 요시카쓰 宗義功   |        | 1785년 ~ 1812년 | 아명은 후슈(富寿)로 이사자부로의 아우. 그의 재임기에 마지막(12대) 조선통신사가 파견되었다.      |
| 13   | 소 요시카타 宗義質   |        | 1812년 ~ 1838년 |                                                                                                 |
| 14   | 소 요시아야 宗義章   |        | 1838년 ~ 1841년 |                                                                                                 |
| 15   | 소 요시요리 宗義和   |        | 1841년 ~ 1862년 |                                                                                                 |
| 16   | 소 요시아키라 宗義達 |        | 1863년 ~ 1871년 | 폐번치현                                                                                        |

## 쓰시마 후추번의 번저와 에도에서의 보리사
에도(江戸)에서 쓰시마 후추번의 번저(藩邸)는 고야나기하라(向柳原)에 가미야시키(上屋敷)、스이토바시(水道橋) 바깥쪽에 나카야시키(中屋敷)、미노와(三ノ輪)에 시모야시키(下屋敷)가 있었다. 또한 교토(京都)에서의 쓰시마 후추번의 번저는 가와라마치(河原町) 산조우에루마치(三条上る丁)에 있었는데, 이케다야 사건 당시 조슈번의 번사인 가쓰라 고고로가 이곳에 머무르다 이케다야 사건의 소식을 전해듣고 피하였다. 당시 가쓰라는 이케다야에서 있을 회합에 늦어서 쓰시마 번저에 가서 쓰시마 후추번의 번사 오시마 도모노조(大島友之允)와 이야기하던 중이었기에 난을 피할 수 있었다. 오시마와의 이야기 도중에 바깥에서 들려오는 떠들썩한 소리에 이변이 일어났음을 눈치챈 고고로는 현장을 빠져나오려 했지만 오시마의 만류로 생각을 바꾸어 머물렀다고 가쓰라 고고로 자신의 회상록 《가쓰라 고고로 교토 변동의 무렵 동정》(桂小五郎京都変動ノ際動静)에서 적고 있다. 이와는 별개로 교토 유수거(留守居)역을 맡고 있던 노미 오리에(乃美織江)는 자신의 수기에서 「가쓰라 고고로 의(議)는 이케다야에서 지붕을 타넘어 도망쳐서 쓰시마 저택으로 돌아왔다…」는 기록을 남기고 있다.
오사카(大阪)에서 쓰시마 후추번의 번저는 덴만(天満)11초메(丁目)에 있었고, 나가사키(長崎) 번저는 곤야 정(紺屋町)에 있었다. 히젠(肥前)에 두고 있던 쓰시마 후추번 영지를 맡기 위한 히젠 야시키(肥前屋敷)는 기쓰 군(基肄郡)의 다시로 령(田代領)에 있었다.
또한 에도에서 쓰시마 후추번의 보리사(菩提寺)는 시모타니(下谷)의 천태종(天台宗) 사찰인 요오인(養王院)이었다.

## 같이 보기
- 야나가와 잇켄